# Centre Pompidou-Metz
Centre Pompidou-Metz je muzeum ve francouzském městě Metz, pobočka pařížského muzea Centre Georges Pompidou. Stavba budovy byla zahájena v listopadu roku 2006 a muzeum bylo slavnostně otevřeno v květnu 2010 tehdejším prezidentem Nicolasem Sarkozym. Architektem byl Japonec Šigeru Ban. Budova byla inspirována čínským kloboukem, který architekt našel v Paříži. Muzeum se po svém otevření stalo jedním z nejnavštěvovanějších kulturních zařízení ve Francii (kromě Paříže).